# سدار ران (پنسیلوانیا)
سدار ران (به انگلیسی: Cedar Run) یک منطقهٔ مسکونی در ایالات متحده آمریکا است که در شهرستان لیکامینگ، پنسیلوانیا واقع شده‌است. سدار ران ۲۵۵٫۱۲ متر بالاتر از سطح دریا قرار دارد.